# Richardia proxima
Richardia proxima är en tvåvingeart som beskrevs av Ignaz Rudolph Schiner 1868. Richardia proxima ingår i släktet Richardia och familjen Richardiidae. Inga underarter finns listade i Catalogue of Life.